# 박세현의 크로스뷰
《박세현의 크로스뷰》는 때론 날카롭게, 때론 따뜻하게 세상의 이슈들을 기독교적 관점에서 바라보는 국내 최초 기독교 시사기획프로그램이다.

## 진행
- 박세현=기자
- 김효경=기자